# Centre médical d'Heinola
Le centre médical d'Heinola (finnois : Heinolan terveyskeskus) est un centre de santé municipal public situé près du centre d'Heinola en Finlande,,.

## Présentation
Le centre est à environ 350 mètres au nord de la place du marché d'Heinola .
Le centre de santé est fermé la nuit.
Les soins d'urgence sont assurés à l'Hôpital central de Päijät-Häme de Lahti.